# Schreiber (Ontario)
Schreiber ist ein Township im Distrikt Thunder Bay der kanadischen Provinz Ontario und hat den Status einer Lower Tier (untergeordneten Gemeinde).
Die Gemeinde liegt auf einer Höhe von etwa 325 m. ü. M. Schreiber hat 1059 Einwohner. 2011 betrug die Einwohnerzahl noch 1126. Sie liegt am nördlichsten Punkt des Lake Superior zwischen Nipigon und Terrace Bay am Trans-Canada Highway.
Die Gemeinde wurde nach Sir Collingwood Schreiber benannt, einem Ingenieur, der maßgeblich am Bau der nahe gelegenen Bahnstrecken der Canadian Pacific Railway beteiligt war. Als während des Zweiten Weltkrieges die Internierung von Japanern und japanischstämmigen Kanadiern erfolgte, war diese Gegend einer der Orte die dafür ausgewählt wurden.
Am westlichen Stadtrand liegt der Schreiber Channel Provincial Park, ein kleines Schutzgebiet für repräsentative Ökosysteme der Provinz (Nature Reserve Class Park).